# Marañón (tỉnh)
Tỉnh Marañón (tiếng Tây Ban Nha: Provincia de Marañón) là một tỉnh thuộc vùng Huánuco của Peru. Tỉnh Marañón có diện tích 4802 km², dân số thời điểm theo điều tra dân số ngày 11 tháng 7 năm 1993 là 20106 người. Tỉnh lỵ đóng ở Huacrachuco.